# Championnat du Royaume-Uni de Formule 3
Le Championnat du Royaume-Uni de Formule 3, aussi connu sous le nom de Championnat de GB3  est un championnat de sport automobile de type monoplace basé au Royaume-Uni. Il s'agit de la catégorie de monoplaces la plus prestigieuse du pays, destinée aux jeunes pilotes en progression depuis les championnats FIA de Formule 4, le championnat GB4 , ou le karting. Anciennement connu sous le nom de Championnat de BRDC Formule 4  depuis 2013, il a été rebaptisé Championnat de BRDC Formule 3 avec le soutien de la FIA en mars 2016. En août 2021, la série prend le nom de Championnat de GB3.
Comme la plupart des séries de formule junior, il s'agit d'une compétition monotype : tous les participants utilisent des voitures, moteurs et pneus identiques. Bien qu’elle ne soit pas officiellement désignée comme une série Formule Régionale, les spécifications des voitures pour la saison 2025 respectent les standards de cette catégorie. Les modèles précédents offraient déjà des performances similaires à celles de la Formule Régionale.

## Historique
Le 23 mars 2016, la FIA et la MSA annoncent lors du Conseil Mondial du Sport Automobile de la FIA qu’un accord a été conclu la veille pour rebaptiser le Championnat de BRDC Formule 4. Ce changement vise à refléter les performances accrues de la nouvelle voiture conçue pour la saison 2016 et à combler le vide laissé par la disparition du Championnat de BRDC Formule 3 en 2014.
Le BRDC Formula 3 est issu de la catégorie BRDC F4, organisée pendant trois saisons avant l’introduction d’une nouvelle monoplace.
La catégorie Formule 4 était initialement gérée par le 750 Motor Club avant d’être transférée à MotorSport Vision. Sous l’appellation BRDC F4, le Britannique Jake Hughes devient le premier champion en 2013, au volant d’une voiture de Lanan Racing. Les trois premiers du championnat cette année-là – Jake Hughes, le vice-champion Seb Morris et Charlie Robertson – sont également finalistes du McLaren Autosport BRDC Award.
En 2014, George Russell est sacré champion après une victoire spectaculaire lors de la finale de la saison à Snetterton. Il devance son coéquipier de Lanan Racing, Arjun Maini, avec seulement trois points d'écart. Plus tard dans l'année, Russell remporte également le prix McLaren Autosport BRDC Award.
Will Palmer est sacré champion en 2015 après avoir remporté 12 des 24 courses. Son coéquipier chez HHC Motorsport, Harri Newey, termine deuxième au classement. En décembre, Palmer reçoit le McLaren Autosport BRDC Award.
Lors de la première saison du BRDC British Formula 3, Matheus Leist décroche le titre lors du dernier week-end de la saison. Lando Norris, de son côté, remporte trois courses et reçoit lui aussi le McLaren Autosport BRDC Award 2016.
Enaam Ahmed remporte le titre en 2017 grâce à un total de 13 victoires.
Linus Lundqvist est sacré champion en 2018, ce qui lui a également permis de gagner une participation aux 24 Heures de Daytona 2019.
Les champions suivants sont Clément Novalak et Kaylen Frederick, tous deux pilotes pour l’écurie Carlin.
En août 2021, la série est renommée en Championnat de GB3  après que la FIA ait décidé de limiter l'utilisation du terme Formule 3 au Championnat FIA Formula 3, le modèle de voiture de 2021 ne répondant pas aux normes de la FIA pour l'accréditation en Formule Régionale. Le pilote britannique Zak O'Sullivan devient le premier champion sous ce nouveau nom. Le mois suivant, MotorSport Vision annonce le lancement d'un nouveau championnat de soutien, le Championnat de GB4.
Peu après le changement de nom, le championnat annonce l’introduction d’une nouvelle voiture pour la saison 2022, la Tatuus MSV-022, équipée d’améliorations en termes de performance et de sécurité, notamment l’ajout du halo. La nouvelle voiture est estimée comme étant deux à trois secondes plus rapide par tour que sa prédécesseure.
Pour 2025, la série introduit la Tatuus MSV GB3-025, équipée d’une aérodynamique inspirée de la Formule 1, du DRS et d’un moteur Mountune 2.0L développant 280 chevaux, parmi d'autres évolutions.

## Caractéristiques du Châssis
| Tatuus MSV-022           | Tatuus MSV-022                   |
| ------------------------ | -------------------------------- |
| Fabriquant               | Tatuus                           |
| Moteur                   | 2.0L Duratec                     |
| Lubrification            | Carter sec                       |
| Couple                   |                                  |
| Puissance                | 250                              |
| Unité de contrôle moteur | Cosworth                         |
| Système d'allumage       |                                  |
| Transmission             | Sadev SL75 LW 6-speed sequential |
| Suspension               | biellette à double triangulation |
| Châssis                  | Fibre de carbonne                |
| Pneus                    | Pirelli (2015)                   |
| Freins                   | AP Racing 4-piston calipers      |
| Empattement              | 2760 mm                          |
| Voie avant               | 1514 mm                          |
| Voie arrière             | 1485 mm                          |
| Poid                     | 598 kg (pilote compris)          |

La Tatuus MSV-022 est beaucoup plus puissante que les véhicules de Formule 4, avec un ensemble aérodynamique plus sophistiqué et un appui aérodynamique accru, ce qui permet d’atteindre des performances équivalentes à celles des voitures du Championnat d'Europe de Formule Régionale .
Elle utilise un châssis Tatuus en fibre de carbone équipé du halo et est propulsée par un moteur Duratec atmosphérique de 2 litres développant 250 chevaux. La MSV-022 respecte toutes les dernières normes de sécurité de la FIA pour la Formule 3, notamment les panneaux de protection latéraux, les structures d'impact en carbone à l'avant et à l'arrière, les liaisons de roues et un siège extractible.
Sa configuration aérodynamique améliorée comprend un aileron avant hautement réglable, un aileron arrière en deux parties, un splitter avant et un diffuseur arrière de type F1, ainsi que des aérodynamiques sous le châssis.
Il est équipé d'une boîte de vitesses séquentielle à six rapports avec changement de vitesses au volant fournie par Sadev, ainsi que d'un différentiel à glissement limité, propre à la GB3.
Pirelli fournit à la fois des pneus pour conditions sèches et humides pour le championnat GB3.
Le système de freinage est fourni par AP Racing et comprend des étriers avant à 4 pistons avec disques flottants, rainurés et ventilés, ainsi qu'un étrier arrière à 2 pistons et un disque arrière ventilé fixe.
La suspension à doubles triangles avec amortisseurs réglables sur deux voies et barres anti-roulis avant et arrière réglables offrira aux pilotes une grande marge de manœuvre pour les ajustements de configuration.

## Système de points
Des points sont attribués à tous les pilotes ayant terminé chaque course, à l'exception de la deuxième course avec grille inversée, selon le système suivant en 2013 :
| Position | 1  | 2  | 3  | 4  | 5  | 6  | 7  | 8  | 9  | 10 | 11 | 12 | 13 | 14 | 15 | 16 | 17 | 18 | 19 | 20 |
| -------- | -- | -- | -- | -- | -- | -- | -- | -- | -- | -- | -- | -- | -- | -- | -- | -- | -- | -- | -- | -- |
| Points   | 30 | 25 | 20 | 18 | 16 | 15 | 14 | 13 | 12 | 11 | 10 | 9  | 8  | 7  | 6  | 5  | 4  | 3  | 2  | 1  |

Des points sont attribués à tous les pilotes ayant terminé chaque course, selon le système suivant qui est en vigueur depuis 2014 :
| Courses                      | Position et points par courses | Position et points par courses | Position et points par courses | Position et points par courses | Position et points par courses | Position et points par courses | Position et points par courses | Position et points par courses | Position et points par courses | Position et points par courses | Position et points par courses | Position et points par courses | Position et points par courses | Position et points par courses | Position et points par courses | Position et points par courses | Position et points par courses | Position et points par courses | Position et points par courses | Position et points par courses |
| Courses                      | 1er                            | 2e                             | 3e                             | 4e                             | 5e                             | 6e                             | 7e                             | 8e                             | 9e                             | 10e                            | 11e                            | 12e                            | 13e                            | 14e                            | 15e                            | 16e                            | 17e                            | 18e                            | 19e                            | 20e                            |
| ---------------------------- | ------------------------------ | ------------------------------ | ------------------------------ | ------------------------------ | ------------------------------ | ------------------------------ | ------------------------------ | ------------------------------ | ------------------------------ | ------------------------------ | ------------------------------ | ------------------------------ | ------------------------------ | ------------------------------ | ------------------------------ | ------------------------------ | ------------------------------ | ------------------------------ | ------------------------------ | ------------------------------ |
| Course 1 & 3                 | 35                             | 29                             | 24                             | 21                             | 19                             | 17                             | 15                             | 13                             | 12                             | 11                             | 10                             | 9                              | 8                              | 7                              | 6                              | 5                              | 4                              | 3                              | 2                              | 1                              |
| Course en grille inversé (2) | 25                             | 22                             | 20                             | 18                             | 16                             | 15                             | 14                             | 13                             | 12                             | 11                             | 10                             | 9                              | 8                              | 7                              | 6                              | 5                              | 4                              | 3                              | 2                              | 1                              |

Dans les courses à grille inversée, un point supplémentaire est attribué pour chaque position gagnée par rapport à la position de départ de chaque pilote.

## Champions

### Opérant sous l'égide du 750 Motor Club
| Saison | Champion               | Class A2                             | Class B        | Class C         | Class D        | Class E        |
| ------ | ---------------------- | ------------------------------------ | -------------- | --------------- | -------------- | -------------- |
| 2006   | Chris Lewis            |                                      | Chris Vinall   | Peter Monk      | Paul Rider     | Malcolm Scott  |
| 2007   | Steve Savage           |                                      | Chris Kite     | Clive Yorath    | Stuart Wright  | Jennifer Scott |
| 2008   | Jeremy Walker          |                                      | Clive Yorath   | Oliver Sirrell  |                |                |
| 2009   | Jonathan Weston-Taylor | Will Thompson (As Revelation Series) | Charles Adrian | Paul Presgraves |                |                |
| 2010   | Malcolm Scott          | David Woodsworth-Dale                | Clive Yorath   | Paul Presgraves | John Whitbourn |                |
| 2011   | Oliver Sirrell         |                                      | Charles Adrian | Ashley Dibden   | Scott Moakes   |                |

### BRDC Formula 4 Championship
| Saison | Champion       | Coupe Jack Cavill Pole Position | Champion des Winter Series | Champion du trophée automne |
| ------ | -------------- | ------------------------------- | -------------------------- | --------------------------- |
| 2013   | Jake Hughes    | Jake Hughes                     | Matthew Graham             | Non décerné                 |
| 2014   | George Russell | George Russell                  | Will Palmer                | Non décerné                 |
| 2015   | Will Palmer    | Will Palmer                     | Non décerné                | Ben Barnicoat               |

### BRDC British Formula 3 Championship
| Saison | Champion         | Championnat secondaire          |
| ------ | ---------------- | ------------------------------- |
| 2016   | Matheus Leist    | J: Ricky Collard A: Enaam Ahmed |
| 2017   | Enaam Ahmed      | J: Enaam Ahmed D: Carlin        |
| 2018   | Linus Lundqvist  | Non décerné                     |
| 2019   | Clément Novalak  | Non décerné                     |
| 2020   | Kaylen Frederick | Non décerné                     |

### Championnat de GB3
| Saison | Champion       | Championnat secondaire |
| ------ | -------------- | ---------------------- |
| 2021   | Zak O'Sullivan | Non décerné            |
| 2022   | Luke Browning  | Non décerné            |
| 2023   | Callum Voisin  | Non décerné            |
| 2024   | Louis Sharp    | Non décerné            |